# Natàlia Kuixnir
Natàlia Kuixnir   (Moscou, 6 de maig de 1954) és una ex-jugadora de voleibol russa que va competir per la Unió Soviètica durant la dècada de 1970.
El 1976 va prendre part en els Jocs Olímpics de Mont-real, on va guanyar la medalla de plata en la competició de voleibol.
En el seu palmarès també destaca la medalla d'or al Campionat d'Europa de voleibol de 1975. A nivell de clubs jugà al Lokomotiv de Moscou (1971-1982), equip amb el què guanyà la lliga soviètica de 1976.